# Burchellia katangensis
Burchellia katangensis är en kackerlacksart som beskrevs av Kumar 1975. Burchellia katangensis ingår i släktet Burchellia och familjen småkackerlackor. Inga underarter finns listade.